# Ємельяново (Лузький район)
Ємелья́ново (рос. Емельяново) — присілок у складі Лузького району Кіровської області, Росія. Входить до складу Папуловського сільського поселення.
Населення становить 15 осіб (2010, 29 у 2002).
Національний склад станом на 2002 рік — росіяни 97 %.